# Hypnella guayanensis
Hypnella guayanensis är en bladmossart som beskrevs av Bruce H. Allen och W. R. Buck in W. R. Buck 1990. Hypnella guayanensis ingår i släktet Hypnella och familjen Sematophyllaceae. Inga underarter finns listade i Catalogue of Life.